# Алексеев, Павел Александрович (1888)
Па́вел Алекса́ндрович Алексе́ев (10 декабря 1888, Печоры, Псковская губерния — 23 февраля 1942, Саратов) — советский военный деятель, генерал-лейтенант авиации (1940).

## Биография
Родился 10 декабря 1888 года в городе Печоры (ныне — Псковской области) в рабочей семье. После окончания сельской школы, а затем учительской семинарии, работал учителем. В 1915 году призван в Русскую императорскую армию. Служил рядовым в 51-м запасном пехотном батальоне. В 1916 году окончил Тифлисскую школу прапорщиков и в звании прапорщика направлен помощником начальника команды конных разведчиков 94-го Енисейского пехотного полка. В том же году был откомандирован на курсы аэрофотограмметристов, после окончания которых служил аэрофотограмметристом при штабе 10-й армии. Последний чин в старой армии — подпоручик.

### Советский период
В Красной армии с 1918 года. С 1918 по 1920 годы последовательно занимал должности аэрофотограмметриста, адъютанта командира авиационного отряда, командира авиационного отряда. Затем служил в должности инспектора специальных авиационных служб авиации фронта. В 1920 году поступил в Егорьевскую лётную школу, после окончания которой служил в качестве лётчика-инструктора. Затем исполнял обязанности командира учебной эскадрильи 1-й Военной школы летчиков. В январе 1928 году был утвержден в этой должности. С мая 1928 по сентябрь 1929 — начальник учебного отдела 2-й военной школы лётчиков имени Осоавиахима. С декабря 1929 по июнь 1931 года — командир 57-й авиационной эскадрильи. В 1930 году окончил Курсы усовершенствования начсостава при Военно-воздушной академии имени профессора Н. Е. Жуковского. С июня 1931 по апрель 1932 был прикомандирован к Военно-строительному управлению РККА. С апреля 1932 командовал 14-й авиабригадой. С 1934 по февраль 1936 — командир 2-й тяжелобомбардировочной бригады. В 1936 году был назначен начальником летно-испытательной станции завода № 22. С 1936 по 1937 участвовал в Гражданской войне в Испании за что награждён орденом Ленина. С июля 1938 года — для особо важных поручений при начальнике ВВС РККА. С апреля 1939 — начальник Главного управления авиационного снабжения РККА. В конце 1940 года назначен с понижением — помощник командующего ВВС Приволжского военного округа по военно-учебным заведениям.

### Арест и расстрел
По данным архива Президента РФ, генерал-лейтенант Алексеев Павел Александрович арестован 19 июня 1941 года:

Уличается показаниями Шевченко и Сакриер, как участник антисоветского военного заговора. Во вредительской деятельности уличается показаниями Юсупова.
Сознался, что с 1939 года являлся участником антисоветского военного заговора, завербован Локтионовым. По заговору был связан со Смушкевичем, Сакриер, Филиным, назвал участников заговора — Пумпур, Гусева. Проводил вредительство в вооружении ВВС, принимал от промышленности неполноценные и некомплектные самолёты, задерживал перевооружение авиачастей на новую материальную часть.
13 февраля 1942 года Особым совещанием при НКВД СССР был приговорен к расстрелу. Расстрелян в городе Саратове 23 февраля 1942 года. Реабилитирован Военной коллегией Верховного суда СССР 5 ноября 1955 года.

## Воинские звания
- комбриг (28.11.1935)
- комдив (04.03.1938)
- генерал-лейтенант (04.06.1940)

## Награды
- Орден Ленина (1937)
- Три ордена Красной Звезды (1938, 1939, 1940)